# Емануел Серве
Емануел Серве (фр. Emmanuel Servais; Мерш, 11. април 1811 — Бад Наухајм, 17. јун 1890) је био луксембуршки политичар. Он је био пети премијер Луксембурга и на овом положају је провео седам година од 12. марта 1867. до 26. децембра 1874. године.
Његов син Емил је предводио неуспешну комунистичку побуну 9. јануара 1919. године.